# Antofagastia
Antofagastia — вимерлий рід Notoungulate, що належить до родини Interatheriidae. Він жив у пізньому еоцені на території сучасної Південної Америки.

## Опис
Цей маленький звір був віддалено схожий на бабака або нутрію. Він характеризувався низькокоронковими (брахідонтними) премолярами та молярами з вузькою язиковою борозенкою та невеликими ямками у верхніх молярах. Він був набагато меншим за роди такі як Notopithecus і Transpithecus.

## Класифікація
Антофагастія була вперше описана в 2014 році на основі викопних останків, знайдених у формації Гесте, з пізнього еоцену північно-західної Аргентини. Рід пов'язаний з Punapithecus.